# Надежденка (Україна)
Надежденка — колишній населений пункт в Кіровоградській області у складі Олександрійського району.

## Стислі відомості
В 1930-х роках — у складі Олександрійського району Дніпропетровської області.
В часі Голодомору 1932—1933 років від нелюдської смерті в селі померло не менше 8 людей.